# 凱文·基爾邁爾
凱文·詹姆斯·基爾邁爾（英語：Kevin James Kiermaier，1990年4月22日—），為前美國職棒大聯盟的中外野手，生涯曾效力於光芒、藍鳥與道奇等隊。

## 職業生涯

### 坦帕灣光芒
2013年
2013年球季，由於光芒與遊騎兵前162場比賽戰績相同，因此兩隊進行第163場比賽。而基爾邁爾也在那場比賽完成初登板。他只在第9局上場守備，並沒有留下打擊紀錄。2013年美國聯盟外卡晉級賽，基爾邁爾上場守備兩局。最後光芒贏下外卡戰，不過基爾邁爾並沒有被光芒帶進去分區賽的25人名單中。
2014年
5月28日，基爾邁爾敲出大聯盟首轟。該年他出賽108場比賽，打擊率2成63，10轟35分打點。他也被提名至金手套獎的最終決選名單。
2015年
該年他的DRS(平均防守分數)為38分，在當時是statcast計算以來最高的數據。他的WAR值(勝利貢獻值)在美聯僅次於麥可·楚奧特與賈許·唐納森。這一年他同時拿下防守聖經獎、金手套獎與白金手套獎。該年他出賽151場比賽為生涯新高，打擊率為2成63，10轟40分打點。
2016年
這一年基爾邁爾與去年相比，三振數變少，保送次數變多。不過他在5月21日因為接殺飛球造成骨頭斷裂。他也於5月27日進行治療。
該年他只出賽105場比賽，不過25分的DRS仍為中外野手最高。該年他的打擊率為2成46，12轟37分打點，另有21盜。他也順利拿下生涯第2座金手套獎。
2017年
球季開打前，基爾邁爾與球隊簽下6年5350萬美元的延長合約。6月9日，他在一次滑壘中造成右臀部受傷而缺席2個月的比賽。儘管該年他只上場98場比賽，不過他的DRS仍然是美聯次高的22分。在進攻端上，他的打擊率為2成76，15轟39分打點。不過由於出賽場次過少，因此基爾邁爾在這年無法角逐金手套獎。
2018年
4月15日，基爾邁爾因為在一次滑壘時造成拇指受傷而進入傷兵名單。他也因此休息至6月19日才重返球場。該年他僅出賽88場比賽，打擊率2成17，7轟29分打點。
2019年
這一年他出賽129場比賽，打擊率2成28，14轟55分打點。他也打敗麥可·楚奧特和小傑基·布萊德利拿下生涯第3座金手套獎。

## 退休
2024年7月24日，基爾邁爾宣布將於季末引退。

## 個人生活
基爾邁爾在2017年11月10日於佛羅里達州聖彼德斯堡結婚。2018年11月，他們迎來第一個兒子。基爾邁爾的哥哥Dan目前在芝加哥小熊隊擔任場地管理。

## 外部連結
- 球員資訊和成績在MLB，ESPN，Baseball-Reference，Fangraphs（英文）
- 凱文·基爾邁爾的X（前Twitter）